# Dorfkirche Oettern

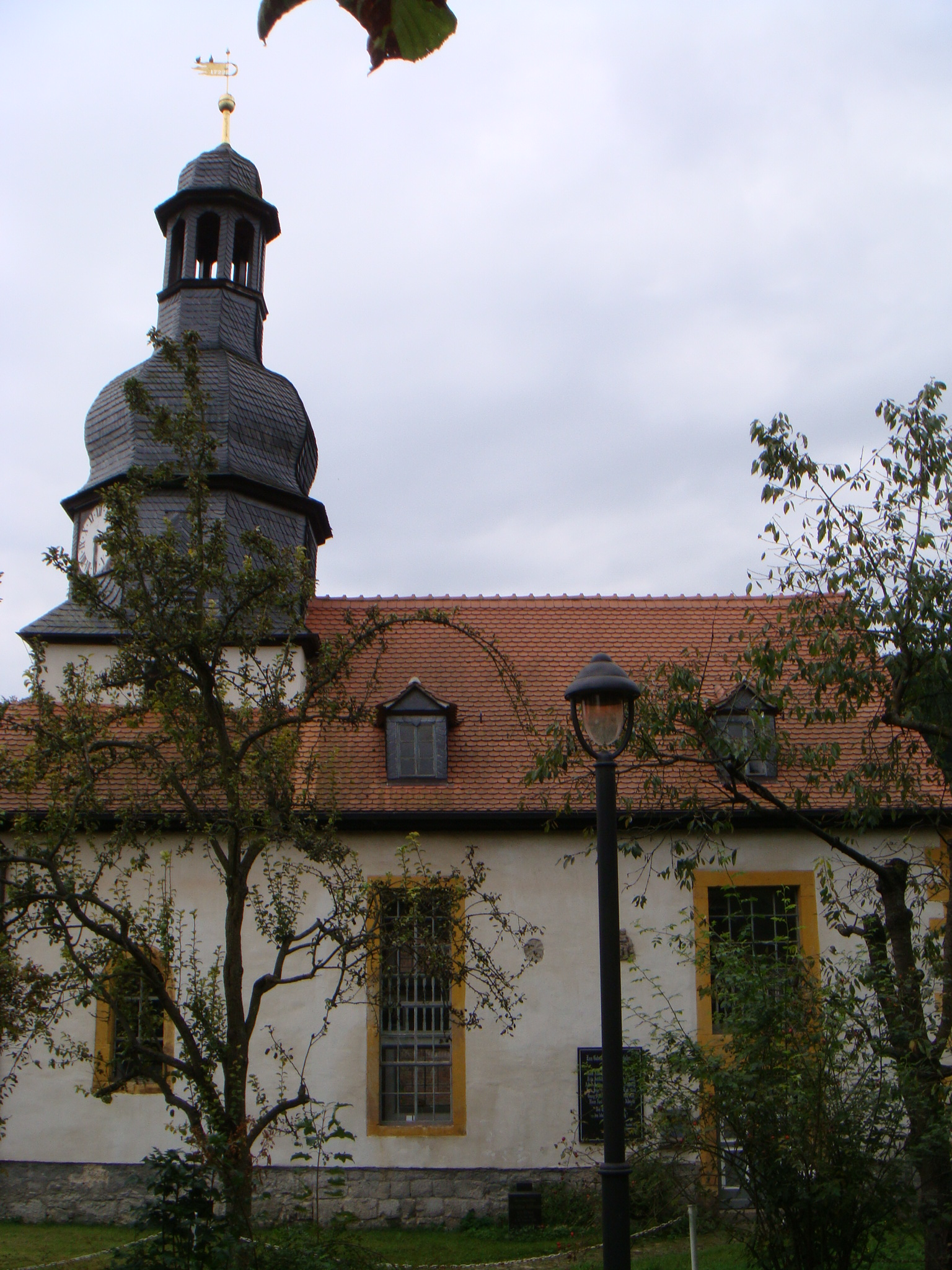
Nordansicht, Ostturm über dem Altar

Die evangelische Dorfkirche Oettern steht in der Gemeinde Oettern im Landkreis Weimarer Land in Thüringen. Sie gehört zur Kirchengemeinde Buchfart im Kirchenkreis Weimar der Evangelischen Kirche in Mitteldeutschland.

## Lage
Wie der gesamte Ortskern steht die Kirche auf gleicher Höhe die die Wassermühle auf der Innenseite einer Flussschleife der Ilm. Der frühere Kirchhof ist zum Park geworden, der heutige Friedhof liegt 250 m entfernt außerhalb des Dorfes.

## Geschichte
Im Jahre 1462 wurde die Kirche erstmals urkundlich erwähnt. Im 18. Jahrhundert wurde die Kirche modernisiert.

## Architektur
Obwohl sie einen rechteckigen Grundriss hat und der Turm, etwa halb so breit wie das Schiff, wie ein Dachreiter auf dem First über dem Ostgiebel sitzt, befindet sich auch in dieser Kirche der Altar unter dem Turm, in der Tradition der Chorturmkirchen. Aus der Gotik sind zwei Spitzbogenfenster erhalten, eines im Westen der Südwand und eines in der Ostwand.

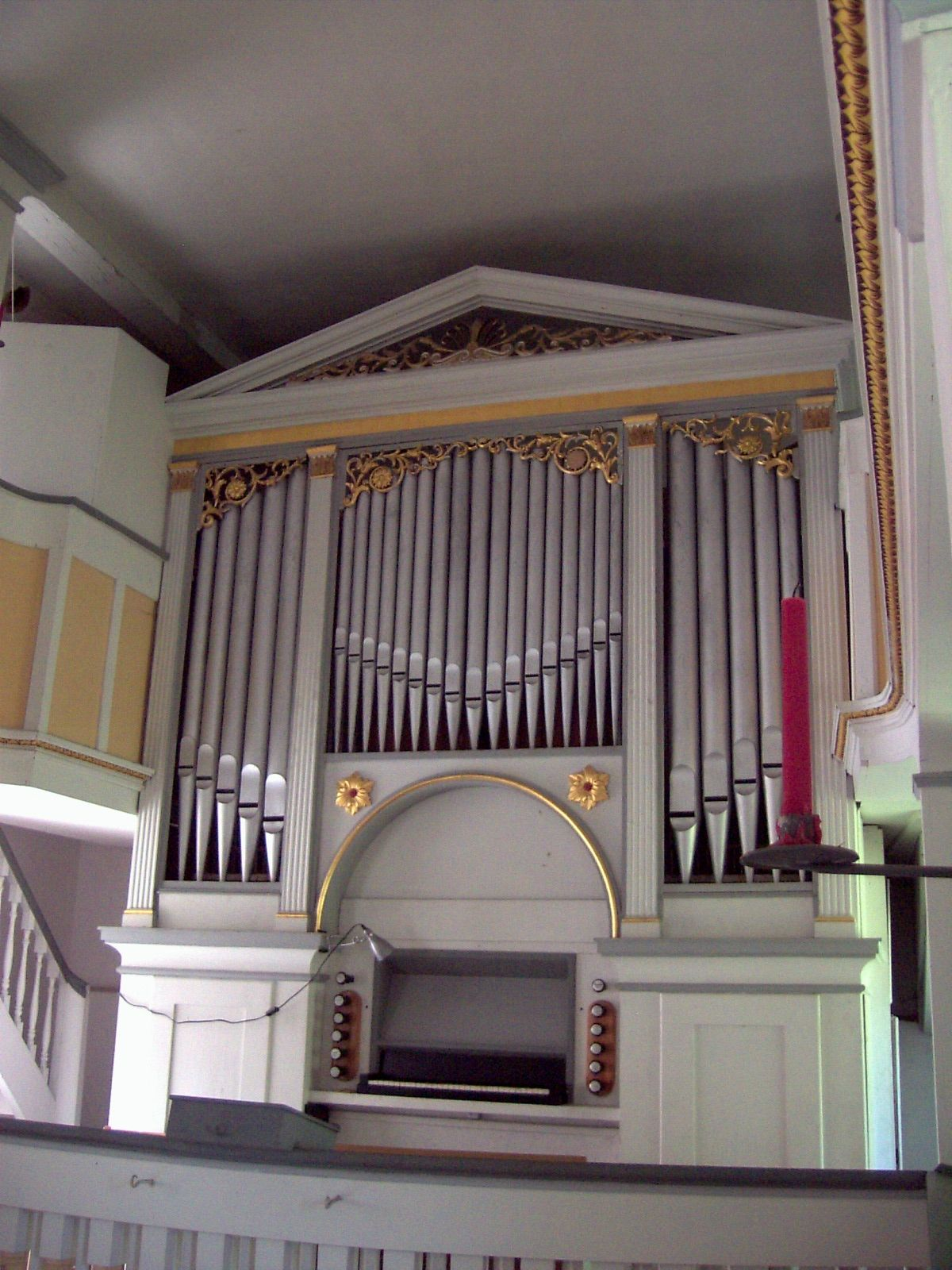
Klassizistisches Orgelprospekt (leider keine Innenüberssicht in WM Commons)

Die dreischiffige Emporenhalle mit zwei Emporengeschossen ist abgesehen vom Obergeschoss des Kanzelaltars von klassizistischer Geradlinigkeit geprägt. Zwar haben die Pfeiler unter den Emporen nur schwach ausgeprägte Kapitelle und darüber noch angedeutete Kopfbügen, aber das Orgelprospekt schießt mit einer antikisierenden Attika. Das Mittelschiff der Halle ist ebenso wie die Seitenschiffe flachgedeckt.

## Orgel
- Die Orgel steht gegenüber dem Altar und wurde im Jahr 1861 von dem Orgelbaumeister August Witzmann aus Stadtilm eingebaut. Im Orgelgehäuse ist zu lesen: „Im Jahre 18..(?)  erbaute K. Aug. Witzmann aus Stadtilm diese Orgel…“ Ca. 1920 erhielt sie mit der Octave 2’ und dem Gedacktbass 8’ zwei neue Register.[1]

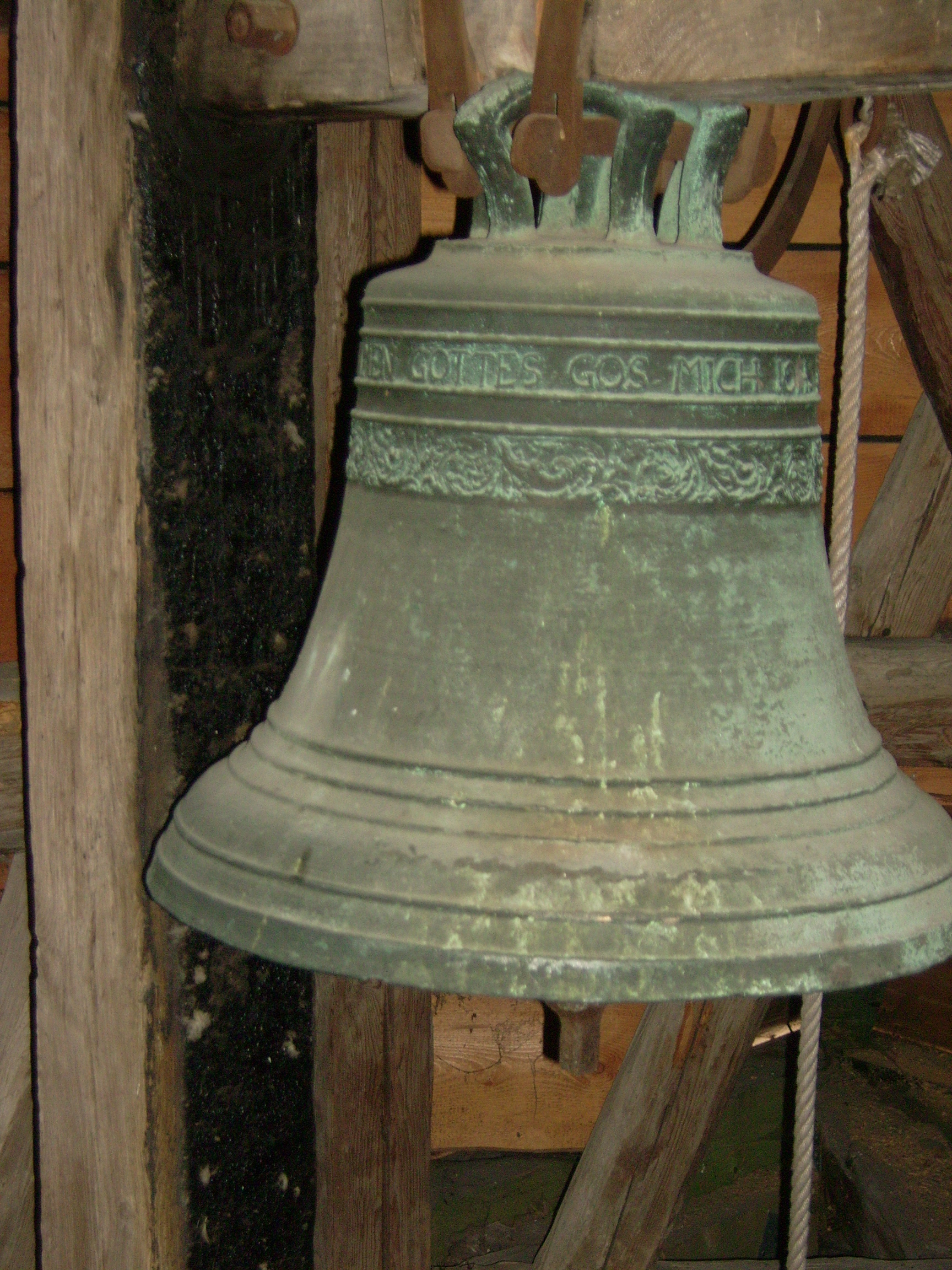
Die Glocke 1698

## Glocke
- Die Glocke im Kirchturm ist aus dem Jahr 1698 von Johann Ros[a]e (Volkstedt).[2]

## Besonderheiten
- Reliefsteine über dem Eingang an der Nordwand zeigen dem Besucher ein Männchen mit Stundenglas, das an die Vergänglichkeit des Lebens erinnert.
- Der Künstler Horst Jährling hat 1984 die Kirche farblich gestaltet.
- Unter der Orgelempore befindet sich ein kleiner Gemeinderaum.
- Auf dem Friedhof befindet sich eine Grabstätte der Zwangsarbeiter der NS-Zeit